# Mustafa Kalemli
Mustafa Kalemli (ur. 26 marca 1943 w Tavşanlı) – turecki polityk i lekarz, deputowany, kilkukrotny minister, w latach 1996–1997 przewodniczący Wielkiego Zgromadzenia Narodowego Turcji.

## Życiorys
Ukończył szkołę średnią w Eskişehirze, a w 1967 studia lekarskie na Uniwersytecie w Ankarze. W 1972 uzyskał specjalizację w zakresie urologii. Pracował w różnych szpitalach, a także na macierzystej uczelni, na której kierował kliniką urologii i zajmował stanowisko profesorskie. W drugiej połowie lat 70. współtworzył w Ankarze jeden z ministerialnych szpitali, pełnił funkcję zastępcy naczelnego lekarza tej placówki. Pod koniec tej dekady zajął się organizacją wydziału lekarskiego na Uniwersytecie Akdeniz w Antalyi, na którym również zajmował stanowisko kierownika kliniki urologii. W latach 1982–1983 był naczelnym lekarzem w szpitalu w rodzinnej miejscowości.
Zaangażował się w działalność polityczną w ramach Partii Ojczyźnianej. W 1983 uzyskał mandat posła do Wielkiego Zgromadzenia Narodowego Turcji. Odnawiał go w trzech kolejnych wyborach, zasiadając w parlamencie do 1999. W grudniu 1983 stanął na czele resortu pracy i ubezpieczeń społecznych, w październiku 1986 przeszedł na stanowisko ministra zdrowia i opieki społecznej. Następnie od grudnia 1987 do marca 1989 sprawował urząd ministra spraw wewnętrznych. Ponownie kierował tym resortem od czerwca do sierpnia 1991. Został następnie powołany na ministra leśnictwa. Odszedł w listopadzie tegoż roku, gdy Partia Ojczyźniana znalazła się w opozycji. Od 1991 do 1993 był wiceprzewodniczącym jej frakcji deputowanych. Od stycznia 1996 do września 1997 zajmował stanowisko przewodniczącego tureckiego parlamentu.